# Astragalus albertoregelia
Astragalus albertoregelia là một loài thực vật có hoa trong họ Đậu. Loài này được C.Winkl. & B.Fedtsch. miêu tả khoa học đầu tiên.